# Jan Meyer
Pour les articles homonymes, voir Meyer et Meijer.
Jan Meyer, dont le nom est uniformément orthographié Jan Meijer, est un artiste peintre, lithographe et graveur au carborundum (technique qu'il enseigna dans des universités des États-Unis) néerlandais né le 13 décembre 1927 à Assen. Appartenant au courant de l'abstraction lyrique, il épousa en 1956 sa consœur et compatriote Mechtilt (1936-2000) avec qui il vécut à partir de 1960 à Dieudonné (Oise) où il est mort le 27 mai 1995.

## Biographie
Après avoir été interné au camp de Westerbock, dans le nord de la Hollande, Jan Meyer reçoit sa première formation en travaillant auprès de l'artiste typographe Hendrik Werkman (en) qui est l'imprimeur du groupe d'artistes De Ploeg (en) et qui sera arrêté et sommairement abattu par la Gestapo à quelques jours de la fin de la Seconde Guerre mondiale. C'est après la guerre que Jan Meyer se lie d'amitié avec le poète Evert Rinsema (nl), qui fut proche du mouvement De Stijl et ami de Theo van Doesburg, à qui il doit des révélations passionnées qui vont du minimalisme de Piet Mondrian à l'expressionnisme d'Ernst Ludwig Kirchner, mais aussi son introduction dans le mouvement Dada. Il fréquente un temps les cours de l'Académie royale des beaux-arts d'Amsterdam tout en participant à partir de 1947 aux expositions du groupe De Ploeg auquel il demeure attaché, connaissant sa première exposition personnelle en 1948.

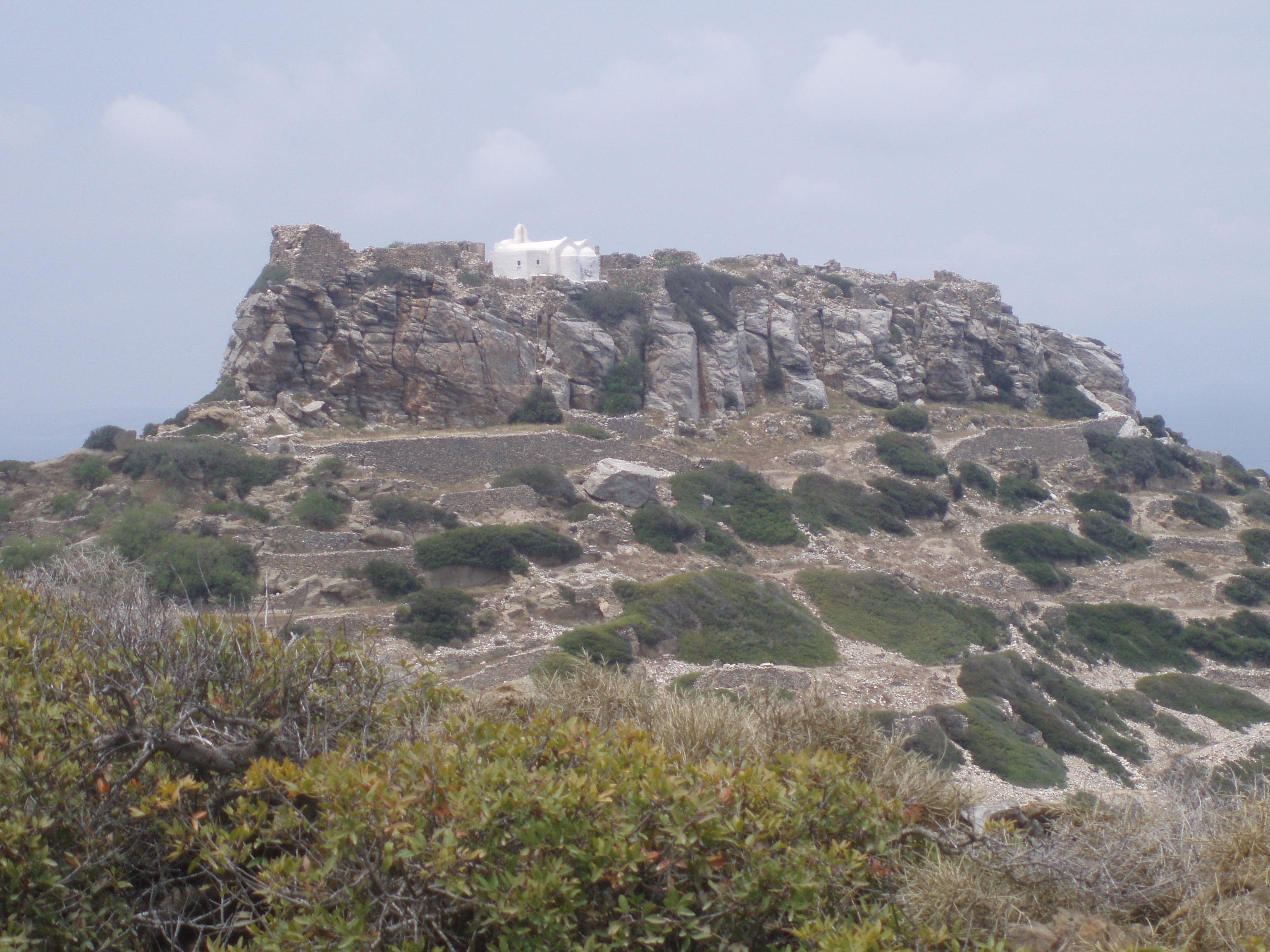
Acropole dans l'île grecque d'Amorgós

La décennie 1950 est celle de ses premiers voyages en France (En 1951, bourse d'études du gouvernement français), en Espagne, au Portugal, au Maroc, et à surtout partir de 1953 en Italie où il côtoie Lucio Fontana, Yves Klein, Antonio Saura, Karel Appel et Corneille et où il expose à partir de 1959 (une bourse du gouvernement italien reçue en 1958-1959 le fait travailler à Positano et à Rome). C'est à l'instar de Raoul Ubac et Pierre Dmitrienko, qui deviendront ses amis, qu'il s'installe en 1960 à Dieudonné où, « dans son atelier à flanc de coteau, il débride les tubes de peinture à grands coups de couteaux, écrasant sur la toile les pâtes homogènes superposées » en même temps qu'il se fait collectionneur d'art premier. Si, en 1962, il se rend en Irlande, en Écosse et de nouveau en Italie (jusqu'en Sicile), les années 1960 inaugurent surtout de fréquents séjours en Grèce où, depuis Siphnos et Amorgós en 1968, jusqu'à la Crète en 1977, puis aux musées d'Athènes et aux fouilles archéologiques de l'île de Kéa en 1986, il se passionnera tout autant pour la civilisation minoenne que pour l'art byzantin.
En 1976 et 1977, Jan Meyer enseigne la technique de la gravure au carborundum à l'université Fairleigh-Dickinson de Madison (New Jersey) et à l'université Harvard de Cambridge (Massachusetts). Dans cette même période, il séjourne à la Jamaïque, à Haïti et à la Martinique, au Canada où il approche l'art inuit, à New York où il fréquente les peintres de l'école contemporaine new-yorkaise.

## Œuvres

### Fresque murale
- Bureau de poste de Heemstede, en collaboration avec l'architecte Dick Greiner (nl).

### Contributions bibliophiliques
- Jan Meyer, Socrate, le dernier souffle Texte de Sadi de Gorter (d'après les textes du Phédon relatés par Platon), suite de douze gravures originales au carborundum, Éditions La Mata, 1975.
- Le catalogue de présentation édité par la Galerie La Pochade est accompagné d'un texte de Romain Gary sur Jan Meyer.
- Sadi de Gorter, Oasis spontanées, trente poèmes illustrés de quinze gravures au carborundum et dix neuf réflexions graphiques de Jan Meyer, Éditions Alphée, Monaco, 1976.

## Expositions personnelles
- Galerie Van Lier, Amsterdam, 1948.
- Musée provincial, Assen, 1950.
- Galerie Le Canard, Amsterdam, 1951, 1961.
- Galerie Raymond Creuze, Paris, mars 1952.
- Galerie Prinsentium, Leeuwarden, 1953.
- Centre culturel d'Emmen (Drenthe), 1953.
- Galerie Mark Van Waay, Amsterdam, 1954.
- Galerie Jansonies, Wintscholen, 1954.
- Tewentsche Bank, Amsterdam, 1955.
- Galerie Hella Hebelung, Düsseldorf, 1955.
- Galerie Dina Vierny, Paris, 1957[6].
- Galerie Alphonse Chave, Vence, 1958.
- Galerie Poligliani, Rome, 1959.
- Galerie Santee Landweer, Amsterdam, 1960.
- Galerie De Eendt, Amsterdam, 1961.
- John Couper Gallery, Londres, 1964.
- Galerie de Sfinx, Amsterdam, 1966.
- Galerie Rive Droite, Paris, 1966,1968, 1979.
- Galerie Van Lier, Blaricum, 1971.
- Université Aula, Leiden, 1972 : Exposition des deux tableaux appartenant au musée de La Haye, projection du documentaire "Jan Meyer dans son atelier" réalisé par Gerard Thomas d'Hoste en 1969 et séminaire du professeur Jan Bastiaans.
- Institut néerlandais, Paris, 1974.
- Galerie Simone Heller, Paris, 1974.
- Galerie Herteveld, Maarsen, 1975.
- Galerie La Pochade, Paris, mars 1976[7].
- Oasis spontanées, Musée Van Gogh, Amsterdam, 1977.
- Rozengalerie, Amsterdam, 1977.
- Galerie Jean Lacarde, Paris, février-mars 1979[4].
- Galerie Horn, Pays Bas, 1980.Presentation du livre "Socrate, le dernier souffle" et tableaux originaux par le professeur JJ van Lochem.
- Galerie Matus, Montréal, octobre 1982[8].
- Galerie Wisselingh, Amsterdam, 1982.
- Galerie Jurka, Amsterdam, 1985
- Galerie Protée, Paris, 1987, 1990, 1991, 1993.
- Galerie Agartha, Paris, 1987.
- Galerie Cupillard, Grenoble, 1988.
- Galerie Protée, Toulouse, 1990.
- Maison de la Culture et des Loisirs, et Galerie * Raymond Banas Metz, 1995.
- Galerie Arnoux, Paris, 2002, 2004, 2006, 2008, 2009, 2010, 2015[9].
- Galerie Rafael, Francfort, 2004.
- Galerie Van den Planken, Anvers, 2015.
- Galerie Arnoux, Paris, 2016.
- Galerie Capazza, Nançay, 2024.

## Expositions collectives
- Groupe De Ploeg, Amsterdam, 1947, Groningue, 1948, Delft, 1950.
- Galerie De Eendt, Amsterdam, à partir de 1948.
- Redfern Gallery, Londres, 1952.
- Jan Meyer et Erasmus Herman van Dulmen Krumpelman (nl), Kunsthall, Groningue, 1952.
- Stedelijk Museum, Amsterdam, 1954, 1960, 1961, 1962.
- Sélection prix étrangers, Musée d'art moderne de la ville de Paris, 1957.
- Prix Lissone, Italie, 1959, 1965.
- Musée Picasso de Vallauris, Picasso, Fernand Léger et l'École de Paris, 1958, Jeune École de peinture, 1962.
- Galerie Craven, Paris, 1960.
- Galerie Le Fleuve, Paris, 1961.
- Seattle Art Museum, Seattle, 1961.
- La collection Peter Stuyvesant, Stedelijk Museum d'Amsterdam, 1962, Berlin, 1962, Musée national d'Australie-Méridionale, Australie, 1963, Tokyo, 1964, Musée d'art contemporain de Caracas, 1984.
- Galerie du Bastion, Antibes, 1962-1963.
- Galerie René de Laporte, Antibes, 1962-1963.
- Galerie Cavalero, Cannes, 1962.
- Vingt jeunes peintres hollandais aujourd'hui (avec Jan Meyer étaient exposés Karel Appel, Gerrit Benner, Kees van Boemen, Eugen Brands, Constant, Corneille, Jef Diederen, Edgar Fernhout,Jan van Heel, Friso Ten Holt, Willem Hussem, Ger Lataster, Lucebert, Jaap Nanninga, Anton Rooskens, Pierre van Soerst, Gérard Verdijk, Jaap Wagemaker, Théo Wolvecamp) , Palais des beaux-arts de Bruxelles, 1962.
- Galerie Paul Heim, Paris, 1965.
- Galerie d'art, Beauvais, 1964.
- O'Hana Gallery, Londres, 1965.
- Musée municipal, La Haye, 1965.
- Galerie 24, Paris, 1965.
- Galerie Jean Lacarde, Paris, 1967.
- Salon Comparaisons, Paris, 1968.
- "Bolide Design", Musée des Arts Décoratifs, Membre du jury de sélection avec Joe Colombo , R. Delpire, F. Mathey, Jean-Paul Riopelle, Roger Tallon, Jean Tinguely et Victor Vasarely, Paris, 1970.
- Palais des Beaux-Arts, Bruxelles : 20 artistes sélectionnés par Hans Jaffé (avec  Appel, De Kooning...). 1975.
- La collection Peter Stuyvesant, Museum of Modern Art, Caracas, 1984.
- FIAC, œuvres sur papier, stand Galerie Brinkman (Amsterdam), Paris, 1985.
- FIAC, "Le silence et le cri" (avec : Abboud, Benanteur, Bernois-Rigal, Guitet, Gardair, Pistre, Zack, Fichet, Lindström, Mathieu, Marfaing, Pelayo, Rocher et Roulin), stand Galerie Protée, Paris, 1986.
- FIAC, "Sensibilités Nordiques" Bengt Lindström et Jan Meyer, stand Galerie Protée, Paris, 1987.
- "Artmosphère V" (avec des œuvres de Francis Bacon, Martin Bradley, Gaston Chaissac, Orlando Pelayo et Marta Colvin), hôtel de ville, Neuilly-sur-Seine, 1988. Atmosphère V", Catalogue de l'Exposition, Neuilly sur Seine 1988 .
- "48 à table", Galerie Lara Vincy, Paris, 1988.
- Exposition Le Lieu... le Lit... Le Lien, Association Villa Aubépine, Hötel de la Princesse Robech, Paris, 1988.
- Jan Meyer et Bengt Lindström, Galerie 7, Lyon, 1988.
- FACT Toulouse, présenté par la galerie Protée, 1990.
- De Bonnard à Baselitz, dix ans d'enrichissements du cabinet des estampes, Bibliothèque nationale de France, 1992[10].
- Salon de Mars, stand Galerie Protée, Paris, 1993.
- Galerie Cueto, Paris, 1998.
- St-Art - Foire européenne d'art contemporain, (stand Galerie Arnoux, avec Étienne Béothy, Francis Bott, Oscar Gauthier, Georges Noël, Jacques Germain, Lorris Junec, Jean Leppien, Wladyslaw Lopusniak, David Malkin, Henri Nouveau, Gérard Vulliamy - , Paris.), parc des expositions de Strasbourg, février 2003.
- ArtParis, stand Galerie Arnoux (aux côtés d'Étienne Béöthy, Huguette-Arthur Bertrand, Olivier Debré, Oscar Gauthier, Jean Leppien, Ernest van Leyden, David Malkin, Edgar Pillet, Marie Raymond, Alfred Reth, Gerard Schneider , Gérard Vulliamy...), Paris 2008.
- St-Art - Foire européenne d'art contemporain, (stand Galerie Arnoux, Paris) , parc des expositions de Strasbourg, novembre 2012.
- St-Art - Foire européenne d'art contemporain, (stand Galerie Arnoux, Paris), parc des expositions de Strasbourg, novembre 2013[11].
- Exposition "force et discrétion" : Jan Meyer et Pierre Lemaire, Galerie Arnoux, Paris, 2016.

## Réception critique
- « Un jet de peinture qu'il étale au couteau et cette lave s'écoule en lissant l'espace ouvert devant lui. Une clairvoyance de la finalité, c'est certain? Chez Jan Meyer, le hasard a des bases profondes, un rythme étudié minutieusement, des lois strictes... Même dans la profusion de ses pâtes épaisses, Jan Meyer garde le contrôle des larges mouvements qu'il imprime à la matière et l'équilibre reste déterminant. Cette vigueur contrôlée nous donne le spectacle superbe de la fierté, de l'orgueil des pâtes délivrées. La pression nerveuse est passée de l'artiste à la toile comme si elle avait changé de camp, Jan, délivré mais anéanti, vient de mettre au monde la toile exacte qu'il avait en lui. » - Sadi de Gorter[12]
- « Sous cet air malin se cache en lui l'enfant de huit ans, qui est en lui et fait de lui un créateur. Il y a en lui un besoin de merveilleux, du coup de baguette magique d'une telle intensité que c'est avec authenticité qu'il casse les reins de la réalité chaque fois qu'il parle. » - Romain Gary[13]
- « Et de même que d'autres grands nordiques ont transfiguré leur vision au contact de la découverte de la lumière méridionale, Jan Meijer découvre cette chape de plomb qui pèse sur les îles égéennes : La vieille civilisation rajeunit sous le pinceau, et les idoles que le labour de l'araire exhume çà et là sont présentes sans être nullement figurées. » - Pierre Granville[14]
- « Les meilleurs, les plus accomplis de ses tableaux semblent à première vue, ceux dans lesquels cette confrontation quasi "géologique" entre les successives couches se résout en d'élégantes fractures, en se superbes trouées. » - Marie-Aline Prat [15]
- « Nous connaissons ce peintre né dans la province de Drenthe et qui après diverses tribulations studieuses s'est senti renaitre dans le département de l'Oise dans un village nommé Dieudonné où il a organisé son atelier - un atelier exaltant - à la lisière d'un champ de blé, peignant à même le sol des toiles vives et hautes en couleur, quêtant des symboles et des signaux dont les formes exercent une tutelle sur une sensualité et un langage dépouillés de toute contrainte, des abstractions d'une grande puissance lyrique. » - Sadi de Gorter [16]
- « Reste ce qui fait tout l'art et le style de Jan Meyer : Cette fusion extraordinaire entre d'une part, le sens flamand et hollandais du paysage, les révolutions de l'abstraction dans les écoles du Nord avant-guerre, le geste et la geste formidables de l'abstraction, l'énergie et l'expression du mouvement, et d'autre part, la sensualité des couleurs méridionales, un sens prodigieux de la composition, organique et classique, la mise en place strictement posée et pensée, c'est-à-dire synthétique et sans innocence, des plages de couleur, larges comme la main franche, à coups de couteau précis et justes. » - Claude Serpieri, Paris, mars 1995[17].
- « Si, dans les années 1950, les premières compositions de Jan Meyer s'inspirent de Picasso, il va très vite aborder l'abstraction en matiériste. Des compositions amples et larges, puissantes et rythmées, fidèles à l'abstraction gestuelle des années 1960... » - Gérald Schurr[18]
- « Des influences contradictoires de son apprentissage, il a trouvé un équilibre à mi-chemin entre l'exubérance expressionniste et la rigueur. Sa peinture, abstraite, se caractérise par des formes sages, traitées dans des pâtes épaisses mais disciplinées. » - Dictionnaire Bénézit[1]

## Prix et distinctions
- Premier Prix pour un projet mural destiné à la ville d'Amsterdam, en collaboration avec l'architecte Herman Hertzberger (en) et le sculpteur Carel Kneulman (nl), Stedelijk Museum Amsterdam, 1954.

## Musées et collections publiques

### France
- Musée des beaux-arts de Dijon, six huiles sur toile[19] dont Le plateau de Naxos, donation Pierre et Kathleen Granville[20].
- Musée d'art moderne de la ville de Paris.
- Musée des arts décoratifs de Paris.
- Cabinet des estampes de la Bibliothèque nationale de France, Paris[10].

- Bibliothèque Kandinsky,Centre Pompidou, Paris.

### Danemark
- Musée Jorn, Silkeborg.

### Pays-Bas
- Stedelijk Museum, Amsterdam.
- Musée municipal de La Haye.
- Musée de la Drenthe, Assen.
- Musée Van Bommel , Van Dam.
- Universitiets Museum, Amsterdam.
- Stedelijk Museum (nl), Schiedam.

### Royaume-Uni
- Ulster Museum, Belfast.
- Tate Gallery, donation Talbot Rice, Londres.
- Newcastle Museum (en)
- Hull Museum.

### Suède
- Moderna Museet, donation Herman Igell, Stockholm.

### Japon
- Musée en plein air de Hakone.

## Collections privées
- Collection d'art Peter Stuyvesant[21].

### Filmographie
- Gérard Thomas d'Hoste, Jan Meyer dans son atelier, documentaire, 1969.